# Club de Fútbol México
Club de Fútbol México foi um clube de futebol mexicano da Cidade do México,fundado em 1910, que jogou no Campeonato Mexicano de Futebol antes da profissionalização do futebol no país. suas cores eram vermelho e branco.

## História
Como a revolução mexicana estava ocorrendo Em 1910, Club San Pedro de los Pinos foi oficialmente fundado por um grupo de moradores liderado por Alfredo B. Cuellar, Jorge Gómez de Parada y Alberto Sierra. O clube estaria isento e convidou para jogar na Liga Amadora em 1912 e levaria o nome do México FC .
Em seus primeiros anos, o clube iria obter o título 1912-13 liga após se reforçando com jogadores, principalmente da Inglaterra, mas ainda assim o clube foi feito fora de sua maioria mexicanos.

## Liga Amateur de 1912-1913
Seis equipes participaram do campeonato além do Mexico, Reforma, Rovers, Pachuca, British Club e o Real Club España, a equipe venceu cinco partidas, empatou três e perdeu apenas duas, Marcou 17 gols e sofreu oito